# Kaczyńska Wojskowa Wyższa Szkoła Lotnicza Pilotów
Kaczyńska Wojskowa Wyższa Szkoła Lotnicza Pilotów (ros. Качинское высшее военное авиационное училище лётчиков, w skrócie ККВАШ, КВВАУЛ, КВВАОЛКУЛ) – jedna z dwóch pierwszych szkół lotniczych w Rosji, pierwsza całkowicie wojskowa (druga to Odeska Wojskowa Szkoła Lotnicza Pilotów).

## Historia
Utworzona 21 listopada 1910 jako Sewastopolska Oficerska Szkoła Lotnictwa, pierwsza promocja odbyła się 26 października 1911. W 1912 została przeniesiona do własnego miasteczka akademickiego („Awiagorodok”) w Kaczy, blisko rzeki od której przyjęła nazwę.
W 1922 Sewastopolska OSL została połączona z 1 Moskiewską Szkołą Pilotów Wojskowych Czerwonej Floty Powietrznej (1-й Московской школой военных лётчиков Красного Воздушного Флота) z Zarajska (obwód moskiewski), która była kontynuatorką innej rosyjskiej szkoły lotniczej – Gatczyńskiej szkoły lotniczej utworzonej w 1914 pod Petersburgiem na bazie prywatnej szkoły lotniczej Szczetynina, utworzonej w 1910.
W 1954 szkołę przeniesiono do Stalingradu (od 1961 – Wołgograd). Loty szkoleniowe prowadzone były na lotniskach Biekietowka, Kotielnikowo.
Szkoła została rozformowana rozkazem Ministra Obrony Federacji Rosyjskiej Nr 397 z 6 listopada 1997, lotnisko Biekietowka zostało porzucone, lotnisko i pułk szkoleniowy w mieście Kotielnikowo zostaje podporządkowany Krasnodarskiemu WWAUŁ.

## Historyczne nazwy szkoły
- 1910 – Севастопольская офицерская школа авиации
- 1916 – Севастопольская Его Императорского Высочества Великого князя Александра Михайловича военная авиационная школа
- 1920 – Тренировочная школа авиации Южного фронта
- 1921 – Отделение лётной школы авиации Nr 1
- 1922 – Лётная школа авиации Nr 1
- 1923 – Первая военная школа лётчиков
- 1925 – Первая военная школа лётчиков им. А. Ф. Мясникова
- 1938 – Качинская Краснознаменная военная авиационная школа им. А. Ф. Мясникова
- 1945 – Качинское Краснознаменное военное авиационное училище лётчиков им. А. Ф. Мясникова
- 1959 – Качинское Краснознаменное высшее военное авиационное училище лётчиков им. А. Ф. Мясникова
- 1965 – Качинское высшее военное авиационное ордена Ленина Краснознамённое училище лётчиков им. А. Ф. Мясникова